# Некрасова, Галина Фёдоровна
Гали́на Фёдоровна Некра́сова (16 марта 1920, Базарный Урень, Языково-Теньковская волость, Симбирский уезд, Симбирская губерния, Российская империя — 11 марта 1995, Йошкар-Ола, Марий Эл, Россия) — советский комсомольский и общественно-политический деятель, педагог. Заместитель Председателя Верховного Совета Марийской АССР IV созыва (1955—1959), первый секретарь Марийского обкома ВЛКСМ (1949—1955). Член ЦК ВЛКСМ, делегат XII съезда ВЛКСМ. Член ВКП(б) с 1942 года.

## Биография
Родилась 16 марта 1929 года в с. Базарный Урень ныне Карсунского района Ульяновской области в семье лесовода.
В 1932 году вместе с семьёй переехала в Йошкар-Олу, где окончила среднюю школу № 6. В 1935 году вступила в ВЛКСМ. В 1941 году окончила факультет русского языка и литературы Марийского педагогического института, где проявила себя организатор комсомола. С декабря 1941 года в Марийском обкоме ВЛКСМ: инструктор отдела пропаганды и агитации, секретарь по работе среди школьной молодёжи и пионеров, секретарь по пропаганде и агитации, в 1949—1955 годах — первый секретарь. Избиралась в ЦК ВЛКСМ, была делегатом XII съезда ВЛКСМ, избиралась в состав XVII Марийской областной партийной конференции.
В 1942 году вступила в ВКП(б). В 1951–1959 годах была депутатом Верховного Совета Марийской АССР III и IV созыва, в 1955–1959 годах – заместитель Председателя Верховного Совета МАССР IV созыва. 
В 1956 году перешла на преподавательскую работу: преподаватель, ассистент кафедры педагогики Марийского педагогического института имени Н. К. Крупской. В 1966–1971 годах работала завучем, учителем русского языка и литературы в средней школе № 23 г. Йошкар-Олы. Здесь она обратилась к организации педагогической работы среди пионеров и школьников. Темой ее научного труда стала «Совместная работа семьи, пионерской и комсомольской организации по воспитанию подрастающего поколения». Она выступала с интересными докладами на всесоюзных, всероссийских, республиканских совещаниях и семинарах, была частым гостем в районных и сельских школах. В 1971 году вышла на заслуженный отдых.  
За заслуги в комсомольской и общественно-политической деятельности была награждена орденами Трудового Красного Знамени, «Знак Почёта», медалями, в том числе медалью «За трудовую доблесть», а также почётными грамотами Центрального комитета ВЛКСМ и Президиума Верховного Совета Марийской АССР. 
Ушла из жизни 11 марта 1995 года в Йошкар-Оле. Похоронена на Марковском кладбище Йошкар-Олы.

## Награды
- Орден Трудового Красного Знамени (1951)[1][2]
- Орден «Знак Почёта» (1946)[1][2]
- Медаль «За трудовую доблесть» (1946)[1][2]
- Медаль «За доблестный труд. В ознаменование 100-летия со дня рождения Владимира Ильича Ленина»
- Почётная грамота ЦК ВЛКСМ[3][4]
- Почётная грамота Президиума Верховного Совета Марийской АССР (1946)[1][2]